# Bulimulus cavagnaroi
Bulimulus cavagnaroi s a loài của ốc nhiệt đới hô hấp trên cạn, là động vật thân mềm chân bụng có phổi thuộc phân họ Bulimulinae.
Đây là loài đặc hữu của Ecuador.